# Svante Pääbo
Svante Pääbo (tiếng Thụy Điển: [ˈsvanːtɛ ˈpæːbo]; sinh ngày 20 tháng 4 năm 1955) là nhà di truyền học người Thụy Điển chuyên về lĩnh vực di truyền học tiến hóa. Là một trong những người sáng lập cổ sinh vật học, ông đã làm việc nhiều về hệ gen người Neanderthal.
Ông là giám đốc sáng lập của Khoa Di truyền tại Viện Max Planck về Nhân chủng học Tiến hóa ở Leipzig, Đức, kể từ năm 1997. Ông cũng là giáo sư tại Viện Khoa học và Công nghệ Okinawa, Nhật Bản.
Năm 2022, ông được trao Giải Nobel Sinh lý và Y khoa năm 2022 "cho những khám phá liên quan đến bộ gen của hominin đã tuyệt chủng và sự tiến hóa của con người".